# 拉杜哈山
46°24′34″N 14°44′14″E / 46.40944°N 14.73722°E

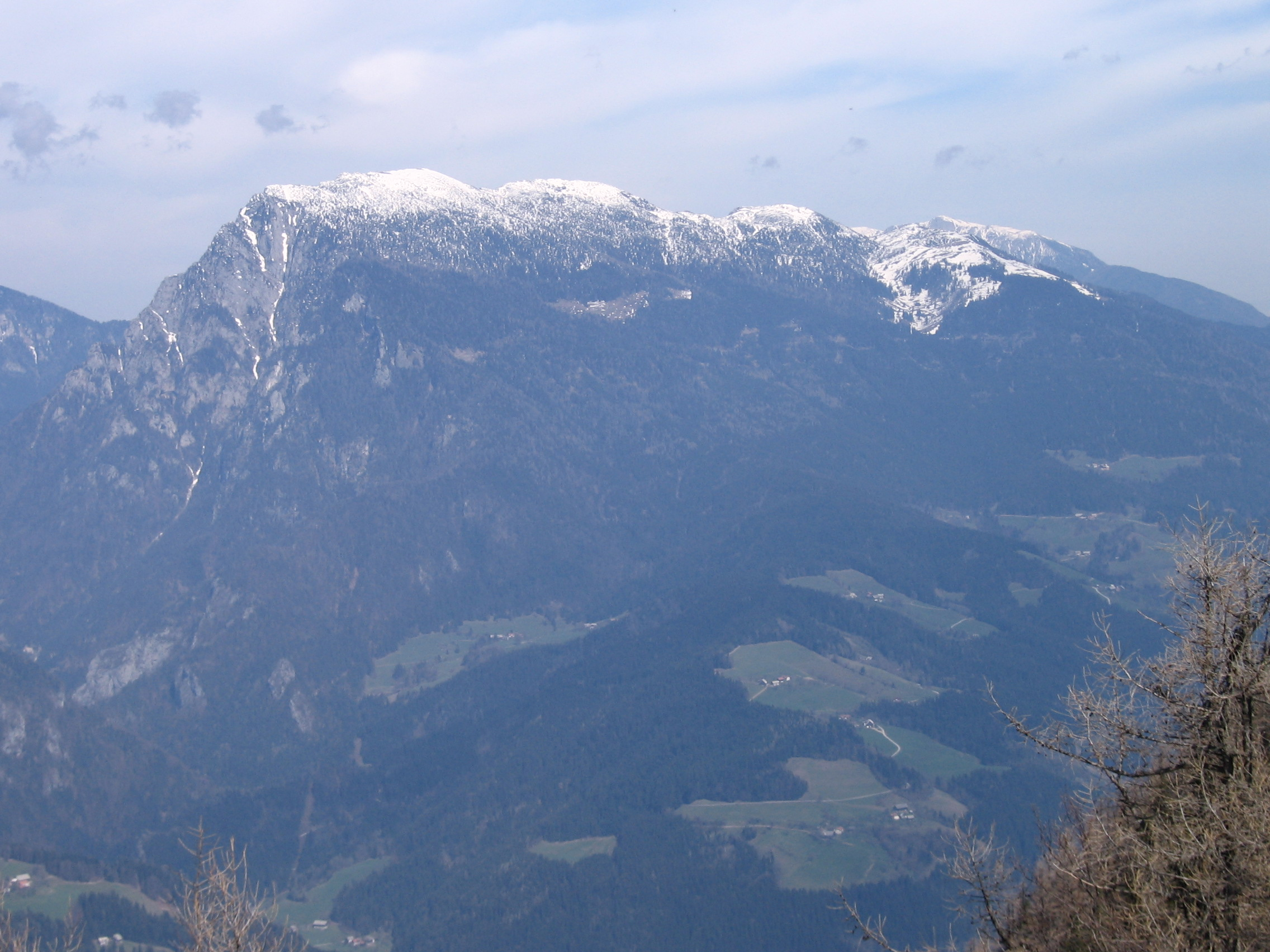

拉杜哈山，是斯洛文尼亞的山峰，位於該國北部，屬於卡姆尼克-薩維尼亞阿爾卑斯山脈的一部分，海拔高度2,062米，每年平均降雨量1,979毫米。